# 1032
| Calendário gregoriano                                                        | 1032 MXXXII                                          |
| Ab urbe condita                                                              | 1785                                                 |
| Calendário arménio                                                           | 481 – 482                                            |
| Calendário bahá'í                                                            | -812 – -811                                          |
| Calendário budista                                                           | 1576                                                 |
| Calendário chinês                                                            | 3728 – 3729 Início a 14 de janeiro (aproximadamente) |
| Calendário copta                                                             | 748 – 749                                            |
| Calendário etíope                                                            | 1024 – 1025                                          |
| Calendários hindus - Vikram Samvat - Calendário nacional indiano - Cáli Iuga | 1087 – 1088 953 – 954 4132 – 4133                    |
| Calendário Holoceno                                                          | 11032                                                |
| Calendário islâmico                                                          | 423 – 424                                            |
| Calendário judaico                                                           | 4792 – 4793                                          |
| Calendário persa                                                             | 410 – 411                                            |
| Calendário rúnico                                                            | 1282                                                 |
| Calendário solar tailandês                                                   | 1575                                                 |

1032 (MXXXII, na numeração romana) foi um ano bissexto do século XI do Calendário Juliano, da Era de Cristo, e as suas letras dominicais foram  B e A (52 semanas), teve início a um sábado e terminou a um domingo.
No território que viria a ser o reino de Portugal estava em vigor a Era de César que já contava 1070 anos.
| Ano completo                      |
| --------------------------------- |
| Ano bissexto com início ao sábado |

## Eventos
- Início do primeiro pontificado do Papa Bento IX.
- Roberto Capeto torna-se Duque da Borgonha por doação do seu irmão, o rei Henrique I de França.
- Casamento da rainha de jure Sancha I de Leão com Fernando I de Leão e Castela.

## Nascimentos
- Bruno de Colônia, fundador da Ordem dos Cartuxos.

## Mortes
- Outubro - Papa João XIX.